# Genas
Genas es una comuna francesa situada en el departamento del Ródano, de la región de Auvernia-Ródano-Alpes. Es la cabecera (bureau centralisateur en francés) y mayor población del cantón de su nombre y el sede de la comunidad de comunas de l'Est Lyonnais.

## Demografía
| 2 092 | 2 828 | 4 710 | 5 471 | 9 316 | 11 140 | 11 562 | 12 321 | 12 741 |
| Para los censos de 1962 a 1999 la población legal corresponde a la población sin duplicidades (Fuente: INSEE [Consultar]) |       |       |       |       |        |        |        |        |